# Фичен, Дорис
До́рис Фи́чен (нем. Doris Fitschen; 25 октября 1968[…], Цефен, Нижняя Саксония — 15 марта 2025) — немецкая футболистка, выступавшая на позиции полузащитницы. Выступала за сборную Германии. Четырёхкратный чемпион Европы (1989, 1991, 1997, 2001), бронзовый призёр летних Олимпийских игр (2000).
Скончалась 15 марта 2025 года после продолжительной и тяжёлой болезни.

## Карьера

### Клубная
Дорис Фичен начала заниматься футболом в возрасте девяти лет в составе молодёжной команды «Гезедорф». В 1982 года перешла в «Вестерхольц». В 1988 году заключила контракт со своим первым профессиональным клубом «Вольфсбург». Вплоть до 2001 года выступала в чемпионате Германии. Выступала также в клубах «Зиген» и «Франкфурт» (бывший «Праунхайм»). За время выступлений в родном чемпионате стала трёхкратным чемпионом Германии (1993/94, 1995/96, 1998/99) и трёхкратным обладателем кубка Германии (1992/93, 1998/99, 1999/00). В 2001 году заключила контракт с клубом из США «Филадельфия Чардж». Несмотря на травму запястья, из-за которой футболистке пришлось закончить профессиональную карьеру, Фичен была признана лучшим защитником чемпионата в сезоне 2000/2001.

### В сборной
4 октября 1986 года дебютировала в составе основной сборной в матче против Дании. Первый гол забила в этом же дебютном для себя поединке. В составе сборной стала четырёхкратным чемпионом Европы (1989, 1991, 1997, 2001) и бронзовым призёром Олимпийских игр (2000). По итогам чемпионата Европы 1989 была признана лучшим игроком турнира.

## Достижения

### Клубные
- Чемпионат Германии: чемпион (3) 1993/94, 1995/96, 1998/99
- Кубок Германии: победитель (3) 1992/93, 1998/99, 1999/00

### В сборной
- Чемпионат Европы: победитель (4) 1989, 1991, 1997, 2001
- Олимпийские игры: бронзовый призёр 2000

### Индивидуальные
- Серебряный лавровый лист[9]
- Лучший игрок чемпионата Европы 1989[8]